# Schweizer Meisterschaften im Skilanglauf 2023
Die Schweizer Meisterschaften im Skilanglauf 2023 fanden am 14. und 15. Januar 2023 in Ulrichen und vom 31. März bis zum 2. April 2023 in Silvaplana statt. Ausgetragen wurden Einzelrennen, Verfolgungsrennen, Massenstartrennen sowie die Sprint- und Teamsprint-Wettbewerbe. Bei den Männern gewann Erwan Käser das Sprintrennen, Antonin Savary im Einzelrennen über 15 km Freistil, Cla-Ursin Nufer das Verfolgungsrennen und Roman Furger im Massenstartrennen über 50 km klassisch. Zudem siegten Jason Rüesch und Valerio Grond für den SC Davos im Teamsprint. Bei den Frauen holte Nadine Fähndrich die Meistertitel im Massenstartrennen über 30 km klassisch sowie im Sprint und  Anja Weber im Einzelrennen sowie in der Verfolgung. Zudem triumphierten Marina Kälin und Nadja Kälin im Teamsprint für den Alpina St. Moritz.

## Ergebnisse Herren

### Sprint klassisch
| Platz | Name            | Verein                    |
| ----- | --------------- | ------------------------- |
| 1     | Erwan Käser     | Gardes-Frontière          |
| 2     | Valerio Grond   | SC Davos                  |
| 3     | Roman Schaad    | Drusberg                  |
| 4     | Candide Pralong | Val Ferret                |
| 5     | Cédric Steiner  | SC Davos                  |
| 6     | Robin Frommelt  | Nordic Club Liechtenstein |
| 7     | Cyril Fähndrich | SC Horw                   |
| 8     | Jason Rüesch    | SC Davos                  |

Datum: 31. März

Es waren 81 Läufer am Start. Das Rennen der U20 gewann Ilan Pittier.

### 15 km Freistil Einzel
| Platz | Name                      | Verein                    | Zeit (min) |
| ----- | ------------------------- | ------------------------- | ---------- |
| 1     | Antonin Savary            | Riaz                      | 34:29,1    |
| 2     | Cédric Steiner            | SC Davos                  | 35:20,0    |
| 3     | Cla-Ursin Nufer           | Sedrun-Tujetsch           | 35:41,7    |
| 4     | Avelino Näpflin           | Beckenried-Klewenalp      | 36:20,5    |
| 5     | Nicola Wigger             | SC Am Bachtel             | 36:21,9    |
| 6     | Valerio Grond             | SC Davos                  | 36:23,7    |
| 7     | Erwan Käser               | Gardes-Frontière          | 36:46,7    |
| 8     | Ricardo Izquierdo-Bernier | Spanien                   | 36:54,7    |
| 9     | Andrin Züger              | Rätia Chur                | 37:30,4    |
| 10    | Robin Frommelt            | Nordic Club Liechtenstein | 37:33,4    |

Datum: 14. Januar

Es waren 25 Läufer am Start. Das Rennen der U20 über 10 km mit 56 Teilnehmern gewann Niclas Steiger.

### 15 km klassisch Verfolgung
| Platz | Name                      | Verein                    | Zeit (std) |
| ----- | ------------------------- | ------------------------- | ---------- |
| 1     | Cla-Ursin Nufer           | Sedrun-Tujetsch           | 1:14:39,8  |
| 2     | Antonin Savary            | Riaz                      | 1:15:02,7  |
| 3     | Nicola Wigger             | SC Am Bachtel             | 1:15:27,5  |
| 4     | Cédric Steiner            | SC Davos                  | 1:15:57,6  |
| 5     | Erwan Käser               | Gardes-Frontière          | 1:17:26,0  |
| 6     | Avelino Näpflin           | Beckenried-Klewenalp      | 1:17:38,0  |
| 7     | Ricardo Izquierdo-Bernier | Spanien                   | 1:18:57,7  |
| 8     | Gianluca Walpen           | Samedan                   | 1:19:27,9  |
| 9     | Mario Bässler             | Elm                       | 1:19:30,5  |
| 10    | Robin Frommelt            | Nordic Club Liechtenstein | 1:19:45,7  |

Datum: 15. Januar

Es waren 21 Läufer am Start. Das Rennen der U20 über 10 km mit 55 Teilnehmern gewann Niclas Steiger.

### 50 km klassisch Massenstart
| Platz | Name            | Verein            | Zeit (std) |
| ----- | --------------- | ----------------- | ---------- |
| 1     | Roman Furger    | Schattdorf        | 2:02:58,4  |
| 2     | Toni Livers     | SC Davos          | 2:02:58,6  |
| 3     | Jason Rüesch    | SC Davos          | 2:02:58,7  |
| 4     | Valerio Grond   | SC Davos          | 2:03:09,9  |
| 5     | Jonas Baumann   | SC Tambo Splügen  | 2:04:30,2  |
| 6     | Curdin Räz      | Alpina St. Moritz | 2:04:38,3  |
| 7     | Cédric Steiner  | SC Davos          | 2:04:53,2  |
| 7     | Janik Riebli    | Schwendi-Langis   | 2:04:53,2  |
| 9     | Antonin Savary  | Riaz              | 2:05:19,1  |
| 10    | Cyril Fähndrich | SC Horw           | 2:06:18,5  |

Datum: 1. April

Es waren 34 Läufer am Start. Das Rennen der U20 über 30 km mit 23 Teilnehmern gewann Pierrick Cottier.

### Teamsprint Freistil
| Platz | Team                                                       | Zeit (min) |
| ----- | ---------------------------------------------------------- | ---------- |
| 1     | SC DavosJason Rüesch Valerio Grond                         | 17:14,9    |
| 2     | Speer Ebnat-KappelJan Fässler Beda Klee                    | 17:25,0    |
| 3     | SC DavosToni Livers Cédric Steiner                         | 17:38,0    |
| 4     | Nordic Club LiechtensteinIlja Tschernoussow Robin Frommelt | 17:50,2    |
| 5     | Beckenried-KlewenalpAndrin Näpflin Avelino Näpflin         | 17:54,2    |
| 6     | ElmMario Bässler Severin Bässler                           | 17:56,5    |

Datum: 2. April

Es waren 24 Teams am Start.

## Ergebnisse Frauen

### Sprint klassisch
| Platz | Name              | Verein                    |
| ----- | ----------------- | ------------------------- |
| 1     | Nadine Fähndrich  | SC Horw                   |
| 2     | Lea Fischer       | SAS Bern                  |
| 3     | Malia Elmer       | Riedern                   |
| 4     | Giuliana Werro    | Sarsura Zernez            |
| 5     | Nina Riedener     | Nordic Club Liechtenstein |
| 6     | Bianca Buholzer   | SC Horw                   |
| 7     | Flavia Lindegger  | SAS Bern                  |
| 8     | Carla Nina Wohler | SAS Bern                  |

Datum: 31. März

Es waren 41 Läuferinnen am Start. Siegerin bei der U20 wurde Marina Kälin.

### 10 km Freistil Einzel
| Platz | Name              | Verein                    | Zeit (min) |
| ----- | ----------------- | ------------------------- | ---------- |
| 1     | Anja Weber        | TG Hütten                 | 26:08,3    |
| 2     | Désirée Steiner   | SC Davos                  | 26:44,3    |
| 3     | Marina Kälin      | Alpina St. Moritz         | 26:49,8    |
| 4     | Alina Meier       | SC Davos                  | 27:00,0    |
| 5     | Giuliana Werro    | Sarsura Zernez            | 27:15,5    |
| 6     | Ramona Schöpfer   | SC Marbach                | 27:40,9    |
| 7     | Maria Adele Zampa | Trais Fluors Celerina     | 28:02,0    |
| 8     | Nadia Steiger     | SC Horw                   | 28:18,0    |
| 9     | Nina Riedener     | Nordic Club Liechtenstein | 28:28,5    |
| 10    | Estelle Darbellay | Val Ferret                | 28:44,9    |

Datum: 14. Januar

Es waren 33 Läuferinnen am Start. Die viertplatzierte Marina Kälin war zugleich Siegerin bei den U20.

### 10 km klassisch Verfolgung
| Platz | Name              | Verein                    | Zeit (std) |
| ----- | ----------------- | ------------------------- | ---------- |
| 1     | Anja Weber        | TG Hütten                 | 0:55:47,7  |
| 2     | Désirée Steiner   | SC Davos                  | 0:56:47,3  |
| 3     | Marina Kälin      | Alpina St. Moritz         | 0:57:13,6  |
| 4     | Giuliana Werro    | Sarsura Zernez            | 0:58:12,6  |
| 5     | Ramona Schöpfer   | SC Marbach                | 0:59:38,3  |
| 6     | Nadia Steiger     | SC Horw                   | 0:59:58,8  |
| 7     | Nina Riedener     | Nordic Club Liechtenstein | 1:01:28,9  |
| 8     | Estelle Darbellay | Val Ferret                | 1:01:52,9  |
| 9     | Fabienne Adler    | Bernina Pontresina        | 1:02:23,6  |
| 10    | Bianca Buholzer   | SC Horw                   | 1:02:34,9  |

Datum: 15. Januar

Es waren 27 Läuferinnen am Start. Das U20-Rennen mit 20 Teilnehmerinnen gewann die drittplatzierte Marina Kälin.

### 30 km klassisch Massenstart
| Platz | Name                 | Verein                    | Zeit(std) |
| ----- | -------------------- | ------------------------- | --------- |
| 1     | Nadine Fähndrich     | SC Horw                   | 1:19:43,9 |
| 2     | Lea Fischer          | SAS Bern                  | 1:23:06,8 |
| 3     | Giuliana Werro       | Sarsura Zernez            | 1:23:08,4 |
| 4     | Nina Riedener        | Nordic Club Liechtenstein | 1:25:38,0 |
| 5     | Carla Nina Wohler    | SAS Bern                  | 1:26:09,6 |
| 6     | Flavia Lindegger     | SAS Bern                  | 1:26:34,8 |
| 7     | Malia Elmer          | Riedern                   | 1:27:59,4 |
| 8     | Gianna Chiara Wohler | SAS Bern                  | 1:28:27,6 |
| 9     | Bianca Buholzer      | SC Horw                   | 1:30:29,3 |
| 10    | Sara Gerber          | Am Bachtel                | 1:34:46,6 |

Datum: 1. April

Es waren 15 Läuferinnen am Start. U20-Meisterin über 15 km mit 26 Teilnehmerinnen wurde Marina Kälin.

### Teamsprint Freistil
| Platz | Team                                             | Zeit (min) |
| ----- | ------------------------------------------------ | ---------- |
| 1     | Alpina St. MoritzMarina Kälin Nadja Kälin        | 14:43,0    |
| 2     | SC HorwNadia Steiger Nadine Fähndrich            | 14:57,1    |
| 3     | Gardes-FrontièreLydia Hiernickel Selina Gasparin | 14:59,3    |
| 4     | SAS BernFlavia Lindegger Lea Fischer             | 15:17,8    |
| 5     | SC DavosDésirée Steiner Lina Bundi               | 15:20,8    |
| 6     | St. MoritzLeandra Beck Ilaria Gruber             | 15:27,7    |

Datum: 2. April

Es waren 22 Teams am Start.